# David Leestma
David Cornell Leestma, född 6 maj 1949 i Muskegon, Michigan, är en amerikansk astronaut uttagen i astronautgrupp 9 den 19 maj 1980.

## Rymdfärder
- STS-41-G
- STS-28
- STS-45